# Municipio de Hartley (Iowa)
El municipio de Hartley (en inglés: Hartley Township) es un municipio ubicado en el condado de O'Brien en el estado estadounidense de Iowa. En el año 2010 tenía una población de 1869 habitantes y una densidad poblacional de 20,67 personas por km².

## Geografía
El municipio de Hartley se encuentra ubicado en las coordenadas 43°12′44″N 95°26′16″O / 43.21222, -95.43778. Según la Oficina del Censo de los Estados Unidos, el municipio tiene una superficie total de 90.4 km², de la cual 90,4 km² corresponden a tierra firme y (0 %) 0 km² es agua.

## Demografía
Según el censo de 2010, había 1869 personas residiendo en el municipio de Hartley. La densidad de población era de 20,67 hab./km². De los 1869 habitantes, el municipio de Hartley estaba compuesto por el 95,88 % blancos, el 0,05 % eran amerindios, el 0,37 % eran asiáticos, el 1,93 % eran de otras razas y el 1,77 % eran de una mezcla de razas. Del total de la población el 4,33 % eran hispanos o latinos de cualquier raza.